# Norwegian Native Art
Norwegian Native Art är det tredje studioalbumet med det norska viking metal/folk metal-bandet Einherjer. Albumet släpptes 2000 av skivbolaget Native North Records.

## Låtlista
1. "Wyrd of the Dead" – 4:51
2. "Doomfaring" – 4:45
3. "Hugin's Eyes" – 4:15
4. "Burning Yggdrasil" – 5:23
5. "Crimson Rain" – 5:17
6. "Howl Ravens Come" – 5:05
7. "Draconian Umpire" – 5:30
8. "Regicide" – 4:23

- Text: Frode Glesnes (spår 1, 2, 4, 5), Ragnar Vikse (spår 3), Gerhard Storesund (spår 6–8)
- Musik: Frode Glesnes/Gerhard Storesund (spår 1), Gerhard Storesund (spår 2–8)

## Medverkande
Musiker (Einherjer-medlemmar)
- Ragnar Vikse – sång
- Frode Glesnes – gitarr, sång
- Aksel Herløe – gitarr
- Gerhard Storesund – trummor

Bidragande musiker
- Hanne E. Andersen – sång
- Stein Sund – basgitarr
- Andy La Rocque (Anders Allhage) – sologitarr (spår 2)

Produktion
- Einherjer – producent
- Andy La Rocque (Anders Allhage) – producent, ljudtekniker, ljudmix
- Native North Graphics – omslagsdesign, omslagskonst
- Trine Henriksen – foto